# Ђовани Рибизи
Антонино Ђовани Рибизи (енгл. Antonino Giovanni Ribisi; рођен у Лос Анђелесу, Калифорнија, 17. децембар 1974), амерички је позоришни, филмски и ТВ глумац и продуцент. Године 2007. номинован је за награду Еми у категорији „Најбољи споредни глумац у хумористичкој серији” за улогу у серији Зовем се Ерл.
Његова филмска каријера укључује наслове као што су Спасавање редова Рајана (1998), Минут за бег (2000), Хладна планина (2003), Изгубљени у преводу (2003), Државни непријатељи (2009), Аватар (2009), Тед (2012), Гангстерски одред (2013), Ко преживи, причаће (2014) и још много тога.